# Сизино
Сизино — деревня в Суздальском районе Владимирской области, входит в состав Селецкого сельского поселения. 

## География
Деревня расположена в 17 км на северо-восток от райцентра города Суздаль.

## История
В конце XIX — начале XX века деревня входила с состав Быковской волости Суздальского уезда. В 1859 году в деревне числилось 33 дворов, в 1905 году — 38 дворов, в 1926 году — 57 хозяйств.
С 1929 года деревня входила в состав Борщевского сельсовета Суздальского района, с 1940 года — в составе Погост-Быковского сельсовета, с 1956 года — в составе Лопатницкого сельсовета, с 1986 года — в составе Красногвардейского сельсовета, с 2005 года — в составе Селецкого сельского поселения.

## Население
| 1859 | 1905 | 1926 |
| ---- | ---- | ---- |
| 209  | 236  | 302  |

| 1859 | 1905 | 1926 | 2002 | 2010 | 2021 |
| ---- | ---- | ---- | ---- | ---- | ---- |
| 209  | ↗236 | ↗302 | ↘1   | ↘0   | →0   |